# Pieniny Nationalpark
Pieniny Nationalpark (polsk: Pieniński Park Narodowy) er en nationalpark beliggende i hjertet af Pieninybjergene i den sydligste del af Polen. Administrativt ligger parken i Lillepolske Voivodeship ved grænsen til Slovakiet. Hovedkontoret ligger i Krościenko nad Dunajcem.
Pieniny-bjergkæden er opdelt i tre områder: Pieniny Spiskie, Małe Pieniny og Pieniny Właściwe-området, hvor parken ligger. Parkens område er 23,46 km² hvoraf 13,11 km² er skovklædt. En tredjedel (7,5 km²) er strengt beskyttet. På den slovakiske side af bjergene er der en parallelpark kaldet Pieninský národný-parken.

## Historie
Ideen til oprettelsen af nationalparken i Pieniny kom fra prof. Władysław Szafer, medlem af National Commission for the Conservation of Nature (polsk: Państwowa Komisja Ochrony Przyrody) i 1921. I samme år blev der åbnet et privat reservat på 75.000 m² omkring ruinerne af Czorsztynslottet. I 1928 foretog den polske regering de første jordkøb, og den 23. maj 1932 oprettede landbrugsministeriet en ”Nationalpark i Pieniny” på et 7,36 km² stort område. Efter Anden Verdenskrig blev beslutningen bekræftet af lovforslaget fra 30. oktober 1954, som officielt oprettede Pieniny National Park.

## Seværdigheder
Pieninybjergene er hovedsageligt dannet af kalksten og skaber maleriske og imponerende næsten lodrette vægge, der går ned mod Dunajecfloden. De mest berømte toppe, Trzy Korony (Tre Kroner) er 982 meter over havets overflade, men Pieniny's højeste bjerg - Wysokie Skałki - ligger 1.050 meter over havets overflade og ligger ikke i parkens område.
Pieniny National Park ligger i Dunajecs afvandingsområde, og floden indtager en vigtig position blandt faktorer, der påvirker Pieniny's udseende. Selvom parken er lille i størrelse, trives hundredvis af plantearter på sit område, herunder 640 slags svampe. Nogle gange vokser planter på samme klippe med modsatte overlevelsesmåder. Parkens enge, der er resultatet af menneskelig aktivitet, er nogle af de rigeste planteøkosystemer i Polen (30 til 40 blomsterarter for hver kvadratmeter).
Indtil videre er der påvist omkring 6.500 dyrearter, der lever i Pieniny. Det antages, at området er endnu mere diverst, med op til 15.000 arter. Der er mange fugle, fisk, krybdyr og padder samt pattedyr. Det vigtigste rovdyr er los. Ved bredden af Dunajec trives odderen.
De første permanente menneskelige bosættelser i Pieniny-bjergene dateres tilbage til 1257, da den polske prinsesse Kinga fik de nærliggende områder. I 1280 grundlagde prinsessen et kloster ved Stary Sącz, senere blev Czorsztyn-slottet bygget. Dette slot tilhørte Polen, på den sydlige side af Dunajec- dalen, byggede ungarerne deres egen, som de dengang kaldte Dunajec (i dag tilhører den Polen og dens navn er Niedzica). Dunajec-dalen i 1997 blev oversvømmet af vand som følge af opførelsen af en flod dæmning.
Der er 34 kilometer turistvandringsstier i parken, fra sådanne toppe som Sokolica og Trzy Korony kan man have fremragende udsigt over Pieniny og Tatrabjergene samt Dunajec. Parkens hovedattraktion er en flodtur på træflåder, som er meget populær blandt parkens turister.